# 国民革命军陆军新编第三十八师
國民革命軍新編第三十八師前身爲財政部所轄之鹽務總局緝私總隊（後改為稅警總團），隸屬中華民國國民革命軍第六十六軍，在1938年3月成立，由孫立人擔任總隊長於貴州都勻整訓。兵源則是從淞滬會戰後，未被黃軍部吸收的原舊稅警總團傷癒兵組成，武裝由財政部撥發。
最初編制號稱3個團（實際編制人數不足），其後逐步發展到五個步兵團，一個學生團，一個特別任務隊組成，人數之多，再加之孫立人當時與齊學啓等團副們的演練，使戴笠希望將其納入軍統運用。孫立人總團長去重慶受訓時，在軍參謀總長何應欽的調協下，其麾下三團分屬給戴笠，餘下再重組成第一一二團、第一一三團、第一一四團，共三個團，正式改名為國民革命軍新編三十八師，直屬於第六十六軍。1942年3月，第六十六軍參加與第一次滇緬戰役。在腊戍、曼德勒地區，新編三十八師馳援仁安羌，救出英軍、記者、傳教士等7,500餘人及馱馬1,000餘匹於日本軍重圍中，史稱「仁安羌大捷」。此戰後，新編三十八師退入印度蘭伽（今译“拉姆格尔”）整訓，而後改隸國民革命軍新編第一軍。